# Artacamella tribranchiata
Artacamella tribranchiata är en ringmaskart som beskrevs av Anne D. Hutchings och Peart 2000. Artacamella tribranchiata ingår i släktet Artacamella och familjen Trichobranchidae. Inga underarter finns listade i Catalogue of Life.